# Галекович, Юджин
Э́уген-Йо́сип (Ю́джин) Гале́кович (англ. и хорв. Eugen-Josip "Eugene" Galeković; 12 июня 1981, Мельбурн, Австралия) — австралийский футболист, вратарь. Выступал в сборной Австралии.

## Карьера

### Клубная
В 12 лет начал играть в детском клубе для детей хорватских эмигрантов «Челси Хайдук». Начал профессиональную футбольную карьеру в 1999 году, подписав контракт с австралийским клубом «Мельбурн Найтс».
30 октября 2007 года Галекович заключил контракт с клубом «Аделаида Юнайтед», заместив травмированного вратаря команды Дэниэла Белтрэйма. Дебютировал в матче против клуба «Квинсленд Роар» на домашнем стадионе «Хиндмарш». Свой первый «сухой» матч Галекович сыграл 20 января 2008 года против клуба «Квинсленд Роар».
16 июня 2017 года Галекович подписал на два года контракт с «Мельбурн Сити».

### В сборной
В сборную Австралии Галекович вызывался с 2009 по 2017 год.
Вошёл в расширенный список из 30 кандидатов на участие в чемпионате мира 2014 года, позже был включён в финальную заявку на турнир.

## Достижения
«Мельбурн Виктори»
- Чемпион Австралии: 2006/07, 2015/16

Личные
- Голкипер года чемпионата Австралии (4): 2009, 2010, 2014, 2015